# Miguel Torres Gómez
Miguel Torres Gómez (Madrid, 1986. január 28. –) spanyol labdarúgó.

## Pályafutása

### Klubcsapatokban
Torres 12 éves korában került a Real Madrid utánpótlás-bázisába. 2007. július 12-én kötötte első hivatalos szerződését, ami 2013-ig szólt. Ekkor Miguel a Real Madrid Castilla tagja volt.
A Real Madrid felnőttcsapatában első mérkőzését 2006. október 25-én játszotta a spanyol labdarúgókupában az Écija Balompié ellen, mert Fabio Cannavaro, Cicinho és Míchel Salgado sérüléssel bajlódott.
Hamarosan a spanyol labdarúgó-bajnokságban is bemutatkozhatott, a Real Zaragoza ellen 90 percet szerepelhetett 2007. január 14-én. Innentől kezdve majdnem végigjátszotta a 2006–2007-es szezont.
2009 nyarán a Getafe CF csapatához igazolt.

## Válogatottban
2007. február 6-án debütált a Spanyol labdarúgó-válogatott 21 évesei között. 2-2-es döntetlent játszottak az Angol labdarúgó-válogatott ellen.

## Sikerei, díjai
- Real Madrid
  - La Liga: 2006–07, 2007–08
  - Spanyol szuperkupa: 2008

- Olimbiakósz
  - Görög bajnok: 2013–14

## Fordítás
- Ez a szócikk részben vagy egészben  a   Miguel Torres Gómez című angol Wikipédia-szócikk fordításán alapul.  Az eredeti cikk szerkesztőit annak laptörténete sorolja fel. Ez a jelzés csupán a megfogalmazás eredetét és a szerzői jogokat jelzi, nem szolgál a cikkben szereplő információk forrásmegjelöléseként.